# رنی یوردانوا
رنی یوردانوا (بلغاری: Рени Йорданова؛ زادهٔ ۲۵ اکتبر ۱۹۵۳) قایقران روئینگ اهل بلغارستان است.